# Toxomerus ophiolinea
Toxomerus ophiolinea är en tvåvingeart som först beskrevs av Hull 1943.  Toxomerus ophiolinea ingår i släktet Toxomerus och familjen blomflugor.
Artens utbredningsområde är Colombia. Inga underarter finns listade i Catalogue of Life.